# Rubus franconicus
Rubus franconicus — вид квіткових рослин з родини трояндових (Rosaceae). Ареал: Австрія, Чехія, Словаччина, Німеччина, Угорщина, Польща, Словенія.
У Польщі цей вид відомий у кількох місцях в околицях Валбжиха та в басейні Котліни-Клодзи.